# 松本春姫
松本 春姫（まつもと るな、2003年3月11日 - ）は、日本の元子役である。かつてはテアトルアカデミー（劇団コスモス）に所属していた。埼玉県さいたま市出身。血液型はO型で左利き。

## 出演

### 映画
- 感染列島（2009年1月17日、東宝） - 三田舞 役
- なくもんか（2009年11月14日、東宝） - 山岸徹子（幼少期） 役
- ちょんまげぷりん（2010年7月31日、ジェイ・ストーム） - カヨちゃん 役
- ハナミズキ（2010年8月21日、東宝） - 平沢紗枝（幼少期） 役

### テレビドラマ
- 水曜ミステリー9 子だくさん刑事（2006年6月21日、テレビ東京） - ゆみ 役
- 花嫁は厄年ッ! 最終話（2006年9月21日、TBS） - 大石ももえ 役
- 愛の劇場 砂時計 第44話（2007年5月10日、TBS） - 水瀬千衣（幼少期） 役
- 昼ドラ 愛の迷宮 第1 - 9 / 30話（2007年10月1日 - 12日 / 11月12日、東海テレビ） - 鮎川恵理香 役
- だいすき!! 第1 - 4話（2008年1月17日 - 2月7日、TBS） - 福原ひまわり（幼少期） 役
- Around40〜注文の多いオンナたち〜（2008年4月11日 - 6月20日、TBS） - 緒方瑠花 役
- 打撃天使ルリ 第1 - 2話（2008年7月25日 - 8月1日、テレビ朝日） - 田島正美 役
- あんどーなつ 第7話（2008年8月18日、TBS） - 有希乃 役
- 連続テレビ小説 瞳 第138 - 141話（2008年9月6日 - 10日、NHK） - 森田さら 役
- SCANDAL（2008年10月19日 - 12月21日、TBS） - 河合奈々 役
- RESCUE〜特別高度救助隊 第6話（2009年2月28日、TBS） - 田口いずみ 役
- ゴーストフレンズ 最終話（2009年6月11日、NHK） - 神谷明日香（幼少期） 役
- 大河ドラマ 天地人 第31 - 32話（2009年8月2日 - 9日、NHK） - お松（幼少期） 役
- 派遣のオスカル〜少女漫画に愛をこめて 第5 - 最終話（2009年9月25日 - 10月2日、NHK） - 立花沙亜布 役
- 浅見光彦 〜最終章〜 最終話（2009年12月16日、TBS） - 野沢光子（幼少期） 役
- 連続テレビ小説 ゲゲゲの女房 第115 - 132話（2010年8月9日 - 28日、NHK） - 村井喜子（幼少期） 役
- 新警視庁捜査一課9係 season2 第11 - 12話（2010年9月8日 - 15日、テレビ朝日） - 平川梨乃 役
- NHKスペシャル さよなら、アルマ〜赤紙をもらった犬〜（2010年12月18日、NHK） - 川上千津 役
- 水戸黄門 第42部 第15話「内蔵助殿、助太刀致す・赤穂」（2011年1月31日、TBS / C.A.L） - おさち 役
- 恋する日本語 第6話（2011年2月25日、NHK） - 深冬 役
- 塚原卜伝（2011年10月2日 - 11月13日、NHKBSプレミアム） - 真尋（幼少期） 役
- らんま1/2（2011年12月9日、日本テレビ） - 天道あかね（幼少期） 役
- ドラマ特別企画2011 帰郷（2011年12月23日、TBS） - 神尾真理 役
- 市長はムコ殿（2012年5月7日 - 7月9日、BS朝日） - 秋吉美羽 役
- そこをなんとか（2012年10月21日 - 12月16日、NHKBSプレミアム） - 改世楽子（幼少期） 役
- 獣電戦隊キョウリュウジャー（2013年12月15日(41話) - 12月22日(42話)、テレビ朝日） - クリスマスの子供 役

### 吹き替え
- サウンド・オブ・ミュージック（2011年1月4日、テレビ東京版） - グレーテル（吹き替え） 役

### ミュージック・ビデオ
- 坂詰美紗子「きっと大丈夫」（2009年11月25日） - アルバム『LOVE NOTE』収録
- 田中明仁「だから」（2011年4月27日） - DVD『しまじろう ヘソカ いっしょにうたおう!』収録
- いきものがかり「歩いていこう」（2011年11月23日）

### CM
- 花王 ハミング（2006年7月 - ）
- DE BEERRS JEWELLERY TRILOGY（2006年10月 - ）
- オリックス自動車 いまのりくん（2007年7月 - ）
- ロッテ チョコパイ 「チョコパイの使者」（2007年11月 - ）
- 富士通 キッズケータイ F801i 「親の思い / 成長 篇」 （2007年12月 - ）[4]
- 富士重工業 SUBARU Forester 「ドラマ「だいすき!!」コラボレーションCM」（2008年1月 - ）
- 日本コカ・コーラ Minute Maid 「朝は全員集合 篇」（2008年6月 - / 2010年3月 - ）
- Johnson グレード消臭センサー&スプレー（2009年11月 - ）
- スズキ PALETTE 「家族の季節 桜 篇」（2010年2月 - ）
- JAバンク 一生つづく、おつきあい。 「回覧板 篇」（2010年6月 - ）
- ベネッセコーポレーション 進研ゼミ小学講座 チャレンジ1ねんせい（2010年10月 - ）
- ハシモト フィットちゃんランドセル
  - 「出席 / 女の子 篇」（2011年8月 - ）
  - 「出席 / 男の子 篇」 / 「のぞみ先生 篇」（2011年9月 - ）

### 広告
- 関西電力 パンフレット
- 富士フイルム
- 無印良品 秋冬号カタログ